# Миодраг Ђурић
Миодраг Дадо Ђурић (Цетиње, 4. октобар 1933 — Париз, 27. новембар 2010) био је југословенски и црногорски сликар савремене уметности 20. века један од најистакнутијих представника данашње фигуративне уметности. Такође је био илустратор књига и вајар.

## Биографија
Ђурић је, одрастајући без мајке, уз ујака уметника, завршио Уметничку школу у Херцег Новом и уписао Академију ликовних уметности у Београду, у класи професора Марка Челебоновића.
Поредили су га са Далијем и Шагалом, Миодраг Б. Протић називао га је „најизразитијим представником фигурације“, а први пут је излагао у Ријеци.
| „ | Ја сам своје цртеже први пут показао негдје 52, 53. године у Београду. Хенри Мур је имао једну изложбу у Београду и посетио је Ликовну академију, и ја сам му показао моје цртеже. Много су му се допали. Хтео је да ми да стипендију. Али, како ја нисам био члан партије, они су ме избацили. Немам за то конкретне доказе. Рекли су „он је један обични мангуп и тако то. | ” |

И прву самосталну изложбу имао је 1958. године у Галерији „Данијел Кордије“. Боравио је Дадо једно време и у Централној Африци и Њујорку, где упознаје кубанску уметницу Кармен Лидију Ђурић, са којом ће одгајити чак петоро деце. Враћају се у Француску, у рурални део Нормандије, где ће обоје живети до смрти, Дадо 2010, а Кармен седам година касније.
Поред цртежа и уљаних слика ради графике, а од 1978. до 1980. године, поред цртежа и графике, ради колаже и асамблаже. Његова дела се налазе у многим музејима, галеријама и приватним колекцијама и из њих се може судити о његовом мајсторском ликовном умећу у коме дочарава апокалиптичне спојеве.
После Марка Шагала и Салвадора Далија, Дадо Ђурић је један од уметника који су највише утицали на појам надреализма у сликарству.
Пре више од једне деценије угледни историчар уметности Алан Боске о његовом делу објавио монографију „Дадо, универзум без одмора“, а недавно му је посвећен и један документарни филм.
Прву изложбу, у престоници земље у којој је рођен, Дадо је имао у еминентној београдској галерији "Верица ДС art galerie". Том приликом је овај маг фигуративне фантастике излагао са својим сународницима у оквиру чувене изложбе "Љуба, Дада, Влада" која је отворена у јануару 1995. године, а која данас представља почетну тачку у процесу упознавања српске публике са ликом и делом овог великана.
Дадо Ђурић је своје слике продавао по ценама које се крећу од 1.000 до 40.000-50.000 евра што спада у слике које се добро продају.

## О сликарству
И сам Дадо је једном упитао да ли сликарство некуд води, понудивши овакав одговор:
| „ | Оно никуда не води, осим ка вашој сопственој рупи. То је застрашујући једносмер. Оно има укус физичког бола који нас изједа. | ” |

Дадо Ђурић стварао је до последњег трена. Иако је за време плодне каријере толико тога створио „никада није био задовољан“:
| „ | Да сам задовољан ја бих се шетао по Паризу. Ја сам много ангажован у сликарству. Мени је то моје сликарство, да опростиш, важније од мог живота – говорио је далеке 1979. у разговору са Бранком Богавац. | ” |

Себе је називао „антиколористом“, а због „хладних, ледених боја његове слике нису биле тешке“. Бранка Богавац је објавила Разговор са Дадом, у ком је он говорио:
| „ | Кад има много боја, слика отежа и као да хоће да падне. Слика треба да лебди, она треба да живи. Боје су и спас и пропаст`. У томе је проблем. Мени је најбоље кад имам врло мало боја, да буде јасно. Не волим топле, вреле боје. | ” |

Много је волео руског писца Николаја Гогоља, и себе је називао "његовим копилетом".

## Смрт и наслеђе
Сликар Миодраг Дадо Ђурић преминуо је 27. новембра у Паризу, након тешке болести у 77. години живота. По сопственој жељи, Дадо је био сахрањен на Цетињу. РТВ Црне Горе уз вест о његовој смрти говори да је умро један од најзначајнијих црногорских уметника свих времена.
Бранка Богавац је објавила књигу „Разговори са Дадом“ 2001. и проширено издање 2013. године.
Дела Даде Ђурића данас се налазе у многим музејима, од „Помпидуа“ до њујоршке „МОМЕ“, галеријама и приватним колекцијама широм света. На Цетињу је 2012. године у његову част отворена црногорска галерија уметности „Миодраг Дадо Ђурић“, а деценију раније у том граду, у оквиру Народног музеја Црне Горе, и „Атеље Дадо“. Након смрти организоване су ретроспективе уметникових дела у Кини, Немачкој, Паризу...

## Главне изложбе
- 1958: Galerie Daniel Cordier, Париз
- 1960: Galerie Daniel Cordier, Франкфурт
- 1962: Galerie Daniel Cordier, Њујорк
- 1967: Galerie André François Petit, Париз
- 1970: Retrospective exhibition, Centre National d'Art Contemporain, Париз
- 1971: Galerie Jeanne Bucher, Париз
- 1974: Aberbach Fine Arts Gallery, Њујорк
- 1980: Galerie Isy Brachot, Париз
- 1982: Atelier Lacourière-Frélaut, FIAC, Grand Palais, Париз
- 1984: Galerie Beaubourg, Париз
- 1987: Galleria Forni, Bologna, Италија
- 1990: Galerie Beaubourg, "Dado-Handel" exhibition, Париз
- 1995: Verica D&S art gallerie, Београд
- 2009: Palazzo Zorzi, Venice Art Biennale, Италија
- 2010: Shanghai World Exposition, Montenegro Pavilion, Кина
- 2011: Galerie Jeanne Bucher, Париз
- 2012: Kunsthalle, "Dado, Danse macabre", Диселдорф
- 2015: Retrospective exhibition "Dado, Horama", Abbey of Auberive, Француска